# Garlon Green
Garlon Green (Houston, Texas, 11 de enero de 1991) es un baloncestista estadounidense que pertenece a la plantilla del Sharks d'Antibes de la LNB Pro B, la segunda división del baloncesto francés. Con 2,01 metros de estatura, juega en la posición de alero. Es el hermano menor del también jugador profesional Gerald Green.

## Trayectoria deportiva

### Universidad
Jugó cuatro temporadas con los Horned Frogs de la Universidad Cristiana de Texas, en las que promedió 8,8 puntos y 3,5 rebotes por partido.

### Profesional
Tras no ser elegido en el Draft de la NBA de 2015, probó con los Texas Legends de la NBA D-League, pero no contaron con él, así que fichó por los Canberra Gunners de la segunda división australiana, para poco después firmar con los Kumamoto Volters de la NBL japonesa, donde jugó una temporada en la que promedió 17,8 puntos y 7,0 rebotes por partido.
En julio de 2015 firmó con el Walter Tigers Tübingen de la Basketball Bundesliga alemana, donde jugó una temporada en la que promedió 13,4 puntos y 3,4 rebotes por partido. En septiembre de 2016 renovó por una temporada más, disputando hasta el mes de febrero de 2017 trece partidos en los que promedió 9,2 puntos y 2,9 rebotes.
Tras ser cortado, firmó con el Belfius Mons-Hainaut de la liga belga, donde acabó la temporada promediando 10,4 puntos y 3,5 rebotes por encuentro. En junio de 2017 renovó contrato con el equipo belga, acabando la temporada con 16,1 puntos y 4,4 rebotes por partido, que le valió para ser incluido en el mejor quinteto de la PBL.
Después de participar en las Ligas de Verano de la NBA, firmó un contrato multianual con los New Orleans Pelicans, pero fue cortado antes del inicio de la temporada.
En la temporada 2021-22, firma por el CSM Oradea de la Liga Națională, la primera división del baloncesto rumana.
El 5 de julio de 2022 fichó por el Fos Provence Basket de la LNB Pro A, la primera división del baloncesto francés.